# Kotlíková válka
Kotlíková válka (v nizozemštině Kateloorlog nebo Marmietenoorlog) byla vojenská konfrontace mezi vojsky Svaté říše římské a nizozemskými provinciemi, která se odehrála 8. října 1784. Tento konflikt byl pojmenován kotlíková válka, protože jediný výstřel, který padl, zasáhl kotlík na polévku.

## Pozadí
Po Nizozemské válce za nezávislost si severní Nizozemsko vytvořilo vlastní republiku, zatímco jižní Nizozemsko zůstalo součástí Španělska. Od roku 1585 severní Nizozemí uzavřelo Šeldu, takže do přístavů Antverpy a Gent nemohli připlouvat obchodní lodě, a tak tomu zůstalo i po povstání. To znamenalo obrovský impuls pro ekonomiku severního Nizozemí (především Amsterdamu), oproti tomu jižní města o svou obchodní důležitost přišla. Uzavření Šeldy bylo potvrzeno vestfálským mírem roku 1648, s nímž souhlasili i Španělé. Po válce o španělské dědictví bylo španělské Nizozemí roku 1714 smlouvou z Rastattu postoupeno Rakousku. 
Od „diplomatické revoluce“ v Evropě roku 1756 bylo Rakousko, a tedy i Rakouské Nizozemí, ve spojenectví s Francií. Prusko, bývalý spojenec Francie, uzavřelo spojenectví s Británií. Tato změna, v té době přelomová, učinila nesmyslnými všechny strategické předpoklady a plány, platné od roku 1713, založené na předpokladu, že jižní Nizozemí bude sloužit jako bariéra mezi Republikou Nizozemských provincií a Francií a že bezpečnost Republiky závisí na úzkých vazbách s Rakouskem a Británií. Byl to posun, který posílil tendence Nizozemců zůstat neutrální v případných konfliktech jak mezi Británií a Francií, tak mezi Rakouskem a Pruskem.

## Válka

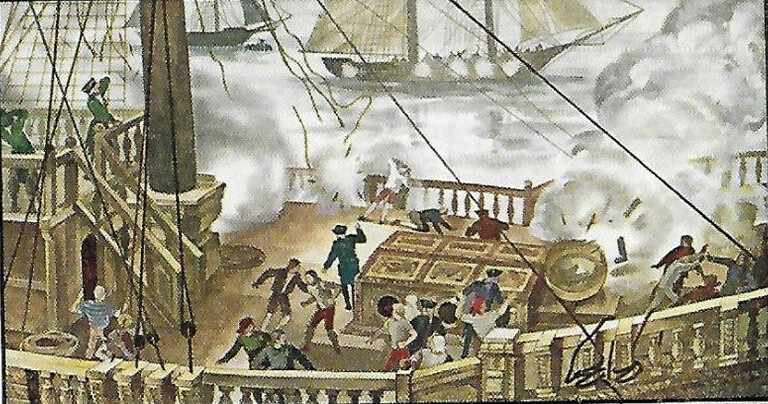
19. století; zobrazení boční strany lodi Dolfijn

V roce 1781 Josef II. využil probíhající čtvrtou anglo-nizozemskou válku a požadoval definitivní odstranění systému bariér a v roce 1784 požadoval navrácení území v Overmaas a Flandry (zhruba na území dnešní Zeelandské Flandry), jakož i vyklizení nizozemského Maastrichtu a znovuzpřístupnění Šeldy. Stalo se tak krátce po uzavření Pařížské smlouvy. Přestože habsburská armáda v tomto regionu nebyla příliš dobře vybavena, chybělo jí dělostřelectva a zásobování, císař se rozhodl pohrozit Nizozemcům válkou. Josef II. byl přesvědčen, že se Nizozemí neodváží reagovat, a proto nechal tři lodě (včetně obchodní lodi Le Louis s císařovou vlajkou) vyplout z Antverp k Šeldě.

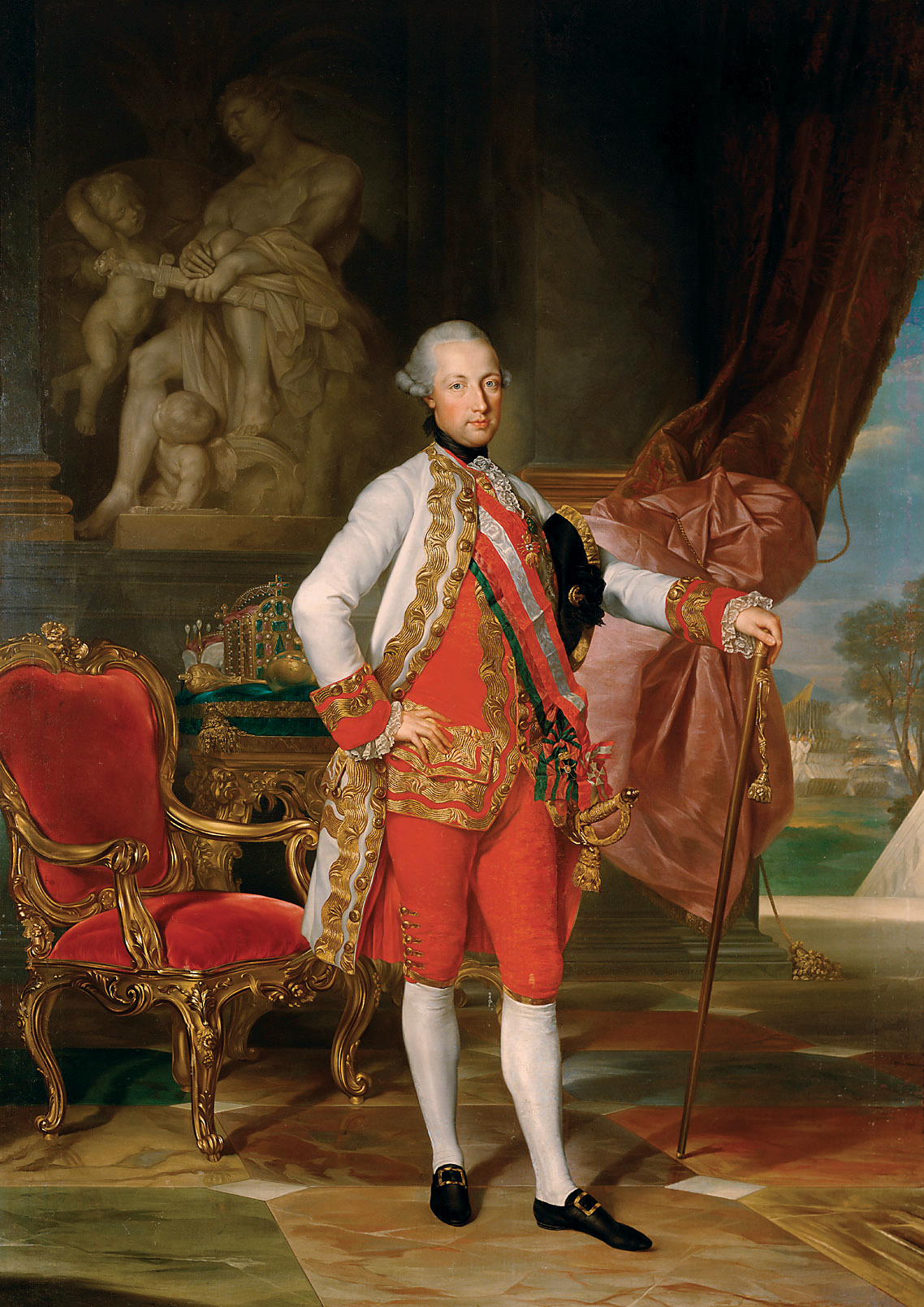
Portrét Josefa II. od Antona von Marona

9. října 1784 se, podle dopisu Benjaminu Franklinovi, válka zdála nevyhnutelná. Toho dne byla vyslána nizozemská loď Dolfijn, aby zastavila císařské lodě. Po jediném výstřelu, který zasáhl kotlík, se Le Louis vzdal.  : 91 30. října císař vyhlásil válku. Dne 18. listopadu nizozemské stavy zareagovaly: hrabě ze Salmu byl požádán, aby zformoval malou armádu. Patrioti využili incident k politické propagandě a zorganizovali po celé zemi domobranu Exercitiegenootschappen. Fríska admiralita nabídla dvě nové válečné lodě, které však nemohly opustit přístav Harlingen a byly proto rozebrány.  :s.92

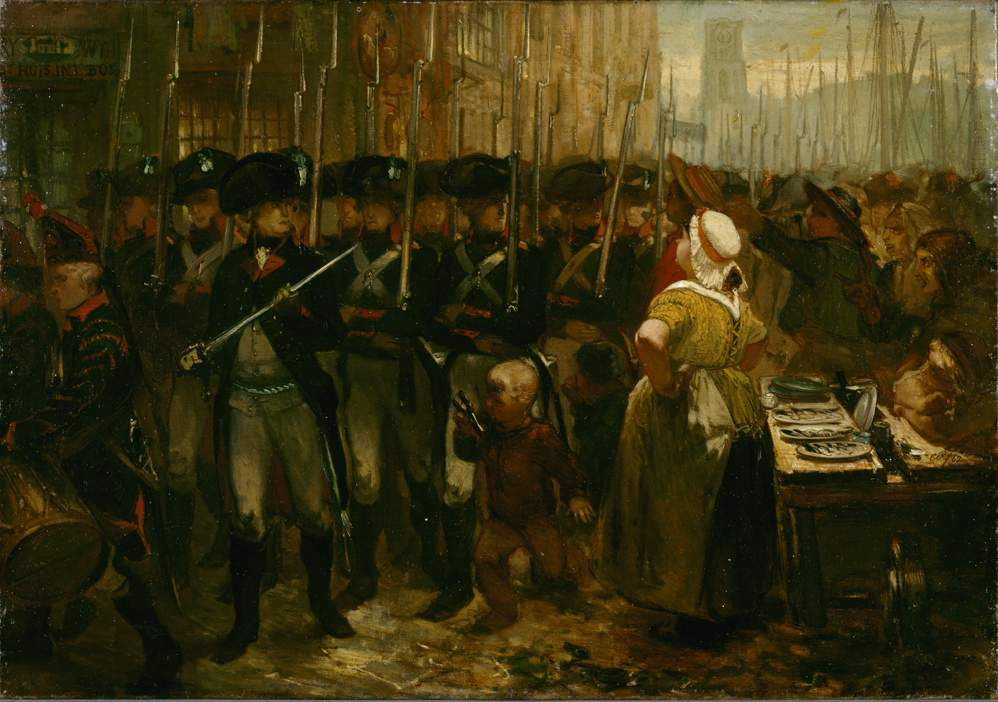
Patriotská milice kapitána Elseviera

Podle výročního rejstříku z let 1784–85 by Dolfijn potřeboval k zastavení Le Louise plnou salvu sedmi děl. Rakouská vojska vtrhla na nizozemské území, srovnala se zemí celní stanici a obsadila pevnost Fort Lillo, která v té době sloužila jako zeleninová zahrada.
Lillská posádka protrhla hráze a rozsáhlé území a tím i utopila mnoho lidí. 
Dne 13. února 1785 napsal holandský velvyslanec Van Berckel Johnu Jayovi obsáhlý dopis, v němž vysvětlil situaci. 

## Následky
Po této krátké potyčce byla za asistence Francie obnovena jednání mezi oběma zeměmi. To vedlo v roce 1785 k uzavření smlouvy z Fontainebleau. Bylo rozhodnuto, že Šelda zůstane pro lodní dopravu uzavřena, ale že jižní Nizozemsko dostane od Republiky náhradu. Podle hrubého odhadu zaplatila Republika 2 miliony guldenů (podle jiných zdrojů 10 milionů guldenů). Mnohem později byly mezi Belgií a Nizozemskem uzavřeny definitivní dohody o přístupu ke Šeldě. Válka přispěla k pádu vévody Ludvíka Ernesta Brunšvicko-Lüneburského, poradce nizozemského místodržícího, který byl kvůli příbuzenským vazbám na Josefa II. obviněn z nadržování nepříteli.